# مرد، زن و پول
مرد، زن و پول ((به ایتالیایی: Oggi, domani, dopodomani)) یک فیلم کمدی سه بخشی است که هر بخش را به ترتیب ادواردو ده فیلیپو، مارکو فرری و لوچانو سالچه کارگردانی کرده است. این فیلم ایتالیایی در سال ۱۹۶۵ منتشر شد.

## بازیگران
- مارچلو ماسترویانی
- ویرنا لیزی
- کاترین اسپاک
- پاملا تیفین
- مارکو فرری
- اوگو تونیاتسی
- للیو لوتاتسی
- انیو بالبو